# جيري باول
جيري باول (10 يوليو 1852 في أستراليا - 3 سبتمبر 1913) (بالإنجليزية: Jerry Powell)‏ هو لاعب كريكت أسترالي.

## وصلات خارجية
- جيري باول على موقع إي آس بي آن كريك إنفو (الإنجليزية)